# 30-cm-Nebelwerfer 42
Der 30-cm-Nebelwerfer 42 war ein Werfer der deutschen Wehrmacht im Zweiten Weltkrieg.

## Geschichte
Der 30-cm-Nebelwerfer 42 wurde ab 1943 in der Maschinenfabrik Donauwörth produziert. Insgesamt 954 Stück kamen zur Auslieferung.

## Aufbau und Funktionsweise

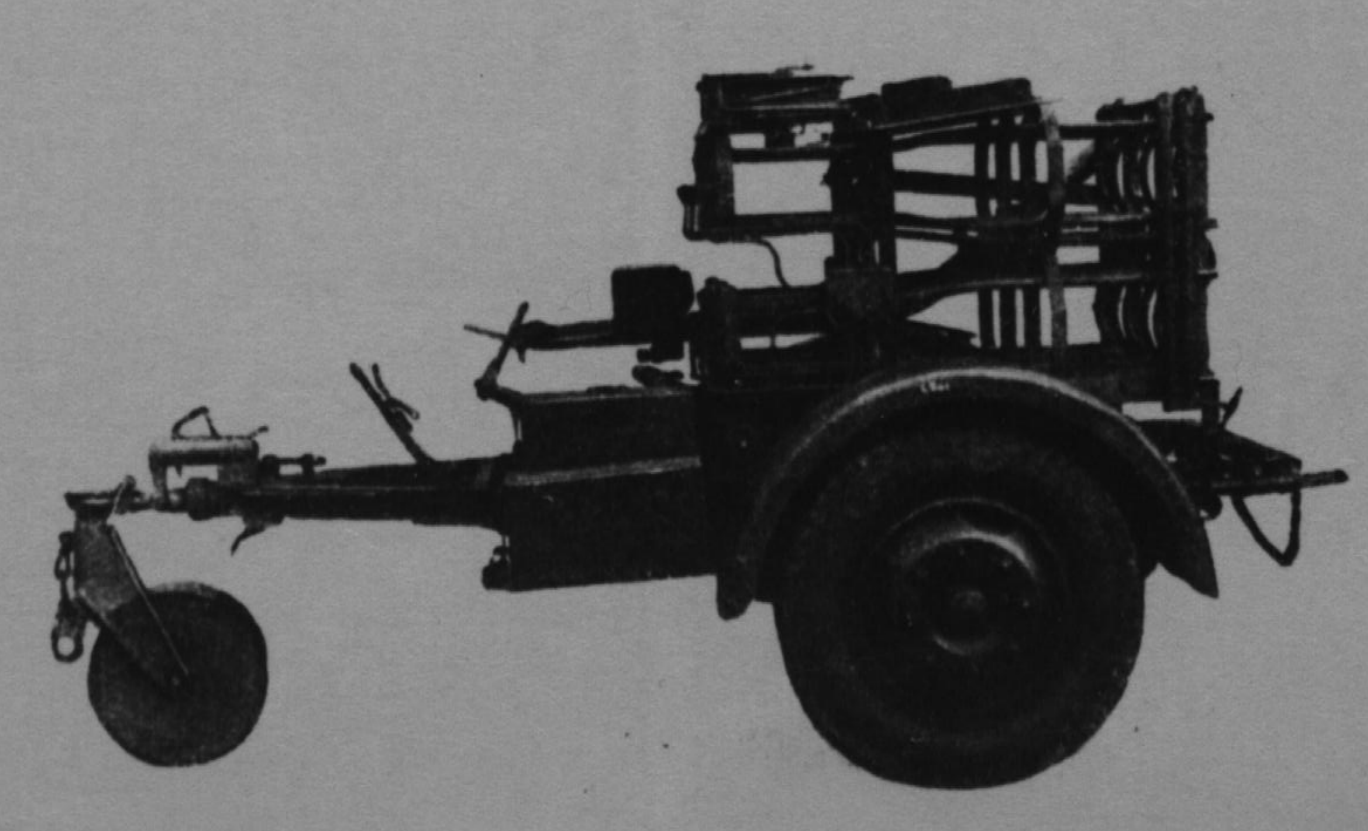
Abbildung aus der Dienstvorschrift D.1127

Das Fahrgestell des Werfers war baugleich mit dem des 28/32-cm-Nebelwerfer 41. Auf diesem waren sechs Abschussvorrichtungen montiert, in denen die Werfergranaten befestigt wurden. Bei den Werfergranaten handelte es sich um Raketengeschosse mit einem Kaliber von 30,1 cm und einem Gewicht von 45 kg. Die Zündung der Geschosse erfolgte elektrisch mittels eines Kabels und einer Zündmaschine, da ein Sicherheitsabstand eingehalten werden musste. Diese 6 Geschosse konnten innerhalb von 10 Sekunden abgeschossen werden und flogen bis zu 4550 Meter weit. Es bestand die Möglichkeit mehrere Werfer koordiniert mit einer Zündmaschine abzufeuern. Für das Nachladen des Werfers brauchte die sechsköpfige Bedienung ungefähr fünf Minuten.

## Einsatz
Der 30-cm-Nebelwerfer 42 wurde ab 1943, zusammen mit dem 28/32-cm-Nebelwerfer 41, dem 21-cm-Nebelwerfer 42 und dem 15-cm-Nebelwerfer 41 in speziellen Nebelwerfer-Regimentern des Heeres zusammengefasst. Im Juni 1943 gab es das Werfer-Lehrregiment 1 und weitere 10 Regimenter die zur Schwerpunktbildung den Armeeoberkommandos oder den Armee-Korps unterstellt wurden. Jedes Regiment hatte 3 Abteilungen mit jeweils 3 Kompanien zu je 6 Nebelwerfern.